# 阿布泰
阿布泰（abtai或者abutai），正白旗人，乌拉国主满泰第三子，努尔哈赤大福晋阿巴亥的兄弟。后金额驸、国舅。官至都统兼佐领:295-296。
天命八年（1623年），阿布泰已娶努尔哈赤亲族之女、一位格格（或称和硕公主:295）为妻。天聪二年（1628年）三月，他的外甥多铎欲娶其女为妻。另一个外甥阿济格以其亲家阿达海为媒人，定婚。事后，阿济格、阿布泰、阿达海三人被皇太极处罚。阿布泰由游击降为备御，罚银二百两。此前，皇太极以“阿布泰谗恶，谕令诸贝勒勿与结亲，诸贝勒勿娶阿布泰之女，诸贝勒之女永勿嫁给阿布泰之[子]”。亲家阿达海虽被免除死罪，但不久即被处死。
崇德八年（1643年），皇太极逝世。阿布泰原在内大臣之列，出入大内。时值国丧，阿布泰不入内廷私从和硕豫亲王多铎出游。诸王、贝勒、贝子、固山额真、议政大臣等，以阿布泰负主恩、无人臣礼，对他进行处罚。议夺牛录，除国舅额驸名为民，其优免壮丁百名仍充公役。

## 家族
- 妻子，和硕公主[2]:295
- 儿子，巴楞，二等侍卫[2]:295
- 孙子，巴哈塔，佐领[2]:295
- 曾孙，纳?住[b]，佐领[2]:295
- 玄孙，永福，佐领[2]:295
- 玄孙，永德，三等侍卫兼佐领[2]:295-296

## 备注
1. ↑  原文有脱字[4]，从上下文推测，或缺“子”字。
2. ↑  原文名字无从辨别[2]:295，或为“纳明住”。